# Косрае (острів)
Косрае (Кусаїе, Кусає; Kosrae [ko.sʲa.e] Косяе, стара назва — Юалан) (англ. Kosrae) острів у групі Каролінських островів. Косрае разом з прилеглими дрібними островами становить територію однойменного штату Федеративних Штатів Мікронезії, одного з чотирьох штатів ФШМ. Місцеві мешканці вимовляють назву острова як «Кошрай».

## Географія

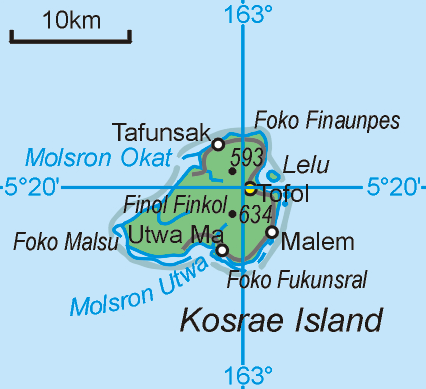
Мапа острова Косрае

Він розташований за 590 км на північ від екватора, між островом Гуам і Гавайськими островами. Його площа - 110 км². Найвища точка - 628 м.
Єдиний населений і найбільший навколишній острів — Лелу (Lelu) - з'єднаний з Косрае мостом. Є аеропорт, розташований на штучному острові в лагуні.

## Історія

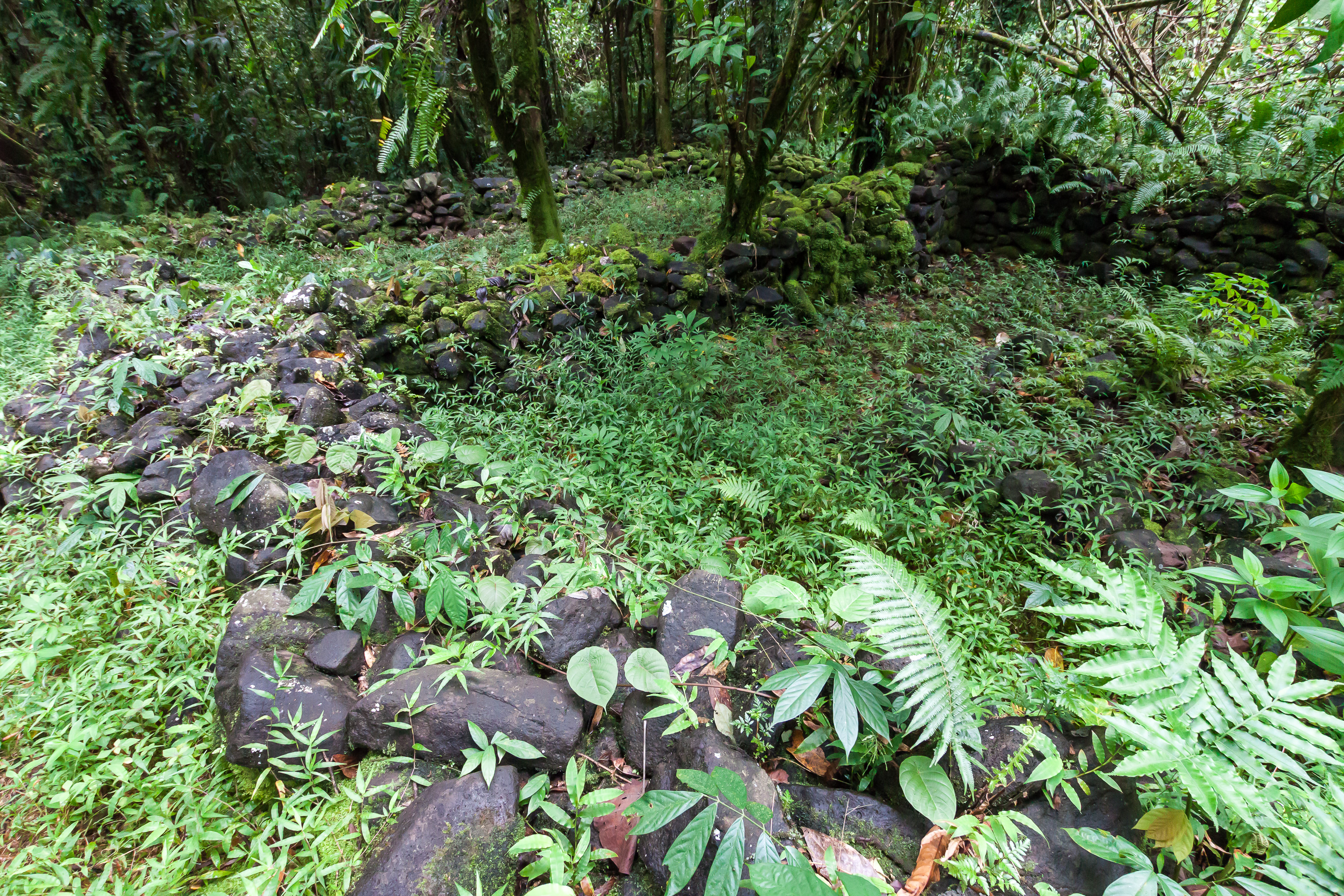
Фрагмент руїн Менка

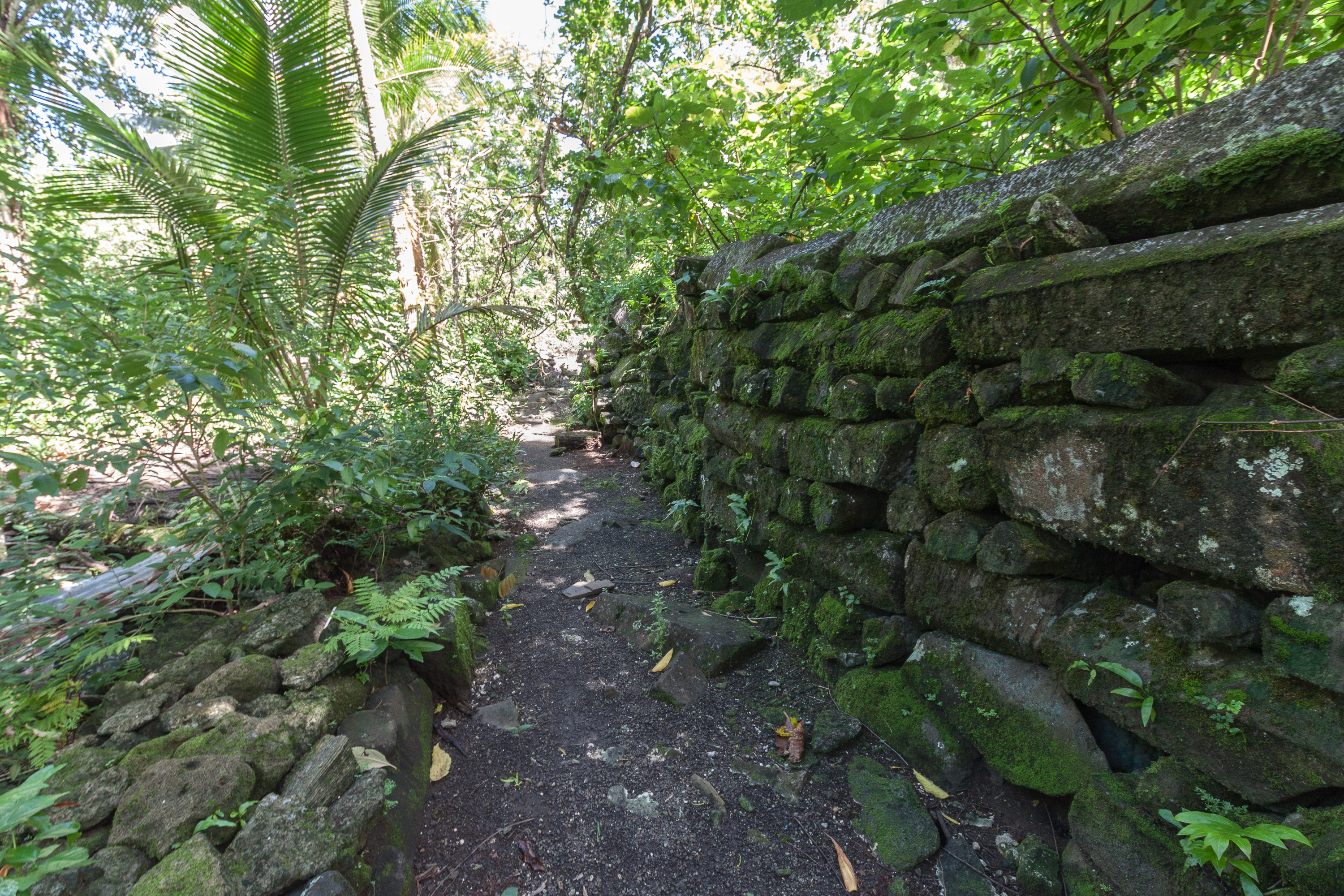
Типовий фрагмент мурів стародавнього міста на території руїн Лелу

Археологічні дані свідчать про те, що острів був заселений вже 2000 років тому. На острові є кілька видатних мегалітичних пам'яток.
У джунглях Косрае розташовані руїни Менка (Menka Ruins), що, згідно усних переказів мешканців острова, є резиденцією богині Сінлаку (Sinlaku), покинуту нею близько 1852 року, перед прибуттям на острів християнських проповідників.
На невеликому острові Лелу (Lelu), розташованому в бухті біля північно-східного берега острова Косрае, знаходяться руїни стародавнього однойменного міста Пот Фалат («Високі стіни»), побудованого близько 1250-1500 років н. е. У період розквіту міста, його населення досягало 1500 чоловік, а площа - 65х35 м. Руїни Лелу схожі з руїнами Нан-Мадола на острові Понапе (Понпеї), але датуються більш пізнім періодом. Ймовірно будови Пот Фалату було зведено за прикладом Нан-Мадола, коли острови Косрае і лелу входили до складу держави Сауделерів. Однак, ця пам'ятка збереглася набагато гірше Нан-Мадола. Незважаючи на це, руїни займають близько третини острова Лелу. Місто служило резиденцією для вождя, знаті та жерців. Тут були побудовані штучні острови, вулиці, канали, палаци, культові споруди, мури, усипальниці та інші споруди. Внутрішній простір розділений на дві частини також напівзруйнованою стіною. З півночі та сходу в окружній стіні є по два входи. З цих сторін до стіни зовні підходять два неглибоких канали, огороджених невисокою кладкою. Ці та інші канали, від яких частково збереглися огородження, на думку Крістіана служили для того, щоб підвозити на плотах величезні шматки базальту, взяті з південного узбережжя. Сьогодні стіна частково зруйнована і досягає у найвищій своїй частині 10 м заввишки. 
До моменту першого контакту з європейськими мореплавцями в 1824 році, населення Косрае було диференційовано на касти, що було типовою структурою суспільства, характерною для багатьох островів Мікронезії в той історичний період. У місто Лелу допускалися тільки представники вищих каст, всі інші жили на Косрае.
Занепад міста пов'язаний з тим, що незабаром після відкриття острова, значна частина населення загинула від хвороб, завезених європейцями. За деякими даними, з 10 000 чоловік вижило не більше 300.
Хоча руїни Менка і Лелу вивчені недостатньо, встановлено, що вони побудовані в різний час і, можливо, належать до різних культур.
Крім Косрае, мегалітичні пам'ятки виявлені, або описані в недалекому минулому, і на деяких інших островах Мікронезії - острова Яп, Понапе (Понпеї), Гуам. Загальні риси споруд говорять про стійкі зв'язки, що існували між цими островами до відкриття їх європейцями.

## Адміністративний поділ

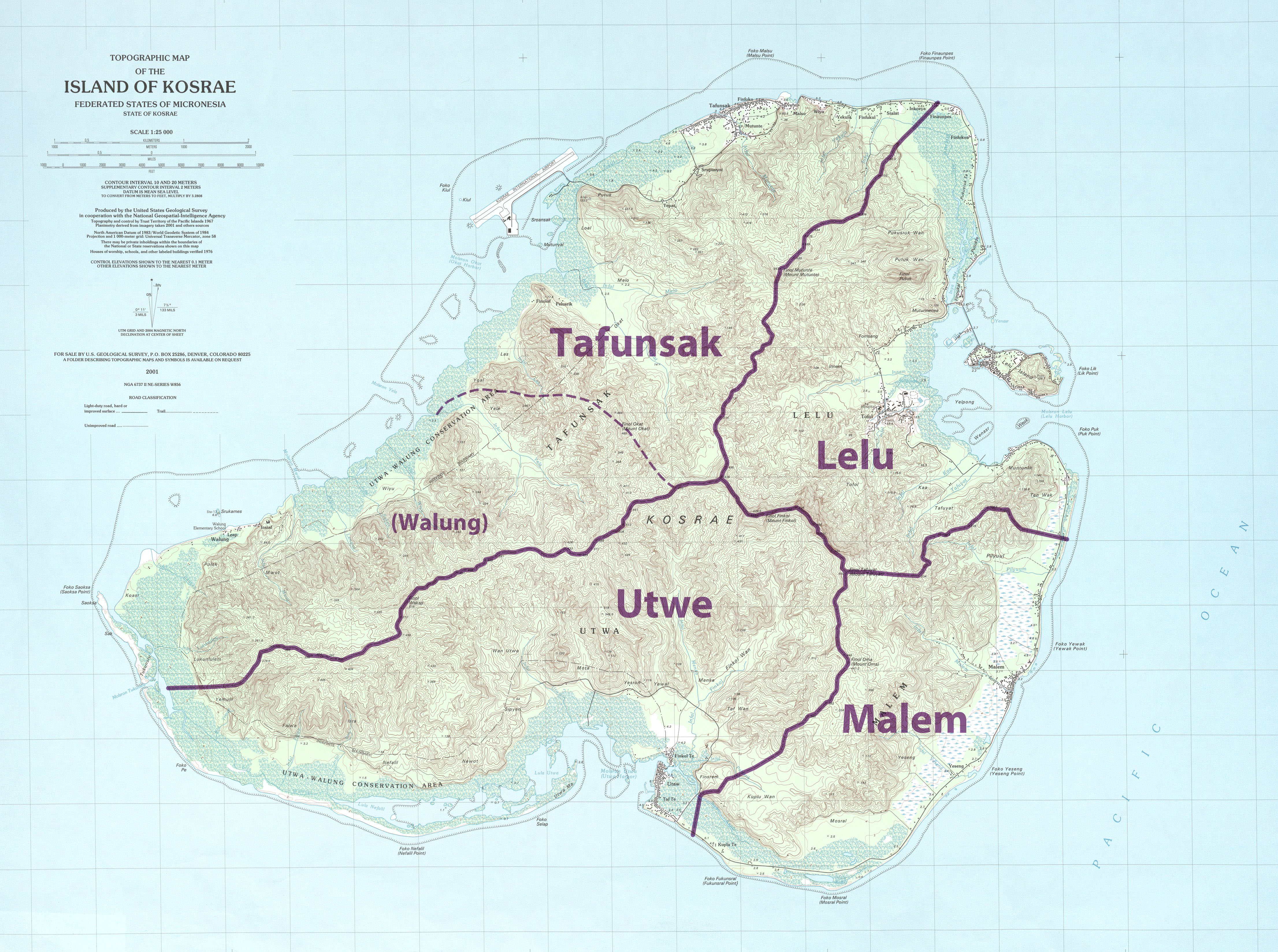
Адміністративний поділ острова (штата) Косрае

Острів Косрае ділиться на 4 муніципалітети і є найсхіднішим з Каролінських островів.
| № | Муніципалітет (укр.) | Муніципалітет (анг.) | Площа, км² | Населення, чол. (2010) |
| - | -------------------- | -------------------- | ---------- | ---------------------- |
| 1 | Лелу                 | Lelu                 | 21,5       | 2160                   |
| 2 | Малем                | Malem                | 16,8       | 1300                   |
| 3 | Утве                 | Utwe                 | 28,5       | 983                    |
| 4 | Тафунсак             | Tafunsak             | 42,8       | 2173                   |
|   | Всего                |                      | 109,6      | 6616                   |